# Операция «Кримп»
Операция Кримп (также известная как Битва за лес Хо Бо) — совместная американо-австралийская военная операция во время войны во Вьетнаме, которая проходила в 20 км к северу от Кути в провинции Биньзыонг, Южный Вьетнам. 

## Ход событий
Операция была нацелена на ключевой штаб Вьетконга, который, как предполагалось, был скрыт под землей, и в ней участвовали две бригады под командованием 1-й пехотной дивизии США, включая 1-й батальон Королевского австралийского полка (1 RAR), который был придан 173-й воздушно-десантной бригаде США. Тяжелые бои привели к значительным потерям с обеих сторон, но объединенные силы США и Австралии смогли обнаружить обширную сеть туннелей, охватывающую более 200 километров (120 миль).
Операция была крупнейшей военной операцией союзников во время войны в Южном Вьетнаме на тот момент, и первая проводилась на уровне дивизии. Несмотря на некоторый успех, союзные силы смогли лишь частично очистить этот район, и он оставался ключевой коммунистической транзитной базой и базой снабжения на протяжении всей войны. Позже туннели использовались в качестве плацдарма для атаки на Сайгон во время Тетского наступления 1968 года, прежде чем они были в значительной степени разрушены в результате сильных бомбардировок американских бомбардировщиков B-52 в 1970 году, прекратив свое применение.